# Philippe Boucher (Eishockeyspieler)
Philippe Boucher (* 24. März 1973 in Saint-Apollinaire, Québec) ist ein ehemaliger kanadischer Eishockeyspieler, -trainer und -funktionär, der im Verlauf seiner aktiven Karriere zwischen 1990 und 2009 unter anderem 813 Spiele für die Buffalo Sabres, Los Angeles Kings, Dallas Stars und Pittsburgh Penguins in der National Hockey League auf der position des Verteidigers bestritten hat. Seinen größten Karriereerfolg feierte Boucher in Diensten der Pittsburgh Penguins mit dem Gewinn des Stanley Cups im Jahr 2009.

## Karriere
Der 1,83 m große Verteidiger begann seine Karriere bei den Bisons de Granby in der kanadischen Juniorenliga Ligue de hockey junior majeur du Québec, wo er schon in seiner ersten Saison zu einem der wichtigsten Spieler aufstieg, was zur Folge hatte, dass er zum LHJMQ Rookie of the Year und ins LHJMQ All-Star Game gewählt wurde. 
Beim NHL Entry Draft 1991 wurde Boucher als 13. in der ersten Runde von den Buffalo Sabres ausgewählt (gedraftet) und sammelte in der Saison 1992/93 erste Erfahrungen in der National Hockey League. Allerdings gelang es dem Rechtsschützen nicht, sich in den Stammkader der Sabres zu spielen, sodass er bis zu seinem Wechsel zu den Los Angeles Kings während der Saison 1994/95 immer wieder in der American Hockey League beim Sabres-Farmteam Rochester Americans eingesetzt wurde.
Auch in Los Angeles lief er immer wieder in unterklassigen Farmteams auf, seine bis dato beste Saison bei den Kings absolvierte Philippe Boucher im Spieljahr 2001/02, als er in 85 Spielen sieben Tore und 24 Assists erzielte. Nach dieser Saison wechselte der Kanadier als Free Agent zu den Dallas Stars, bei denen er von Beginn an zum Stammpersonal gehörte. 2007 wurde Boucher aufgrund seiner guten Saisonleistungen für das NHL All-Star Game nominiert, nach dem Ausfall von Scott Niedermayer stand er dort sogar in der Startformation. Im November 2008 erfolgte schließlich ein erneuter Transfer, als er im Tausch für Darryl Sydor zu den Pittsburgh Penguins geschickt wurde. Nachdem er mit diesen am Ende der Stanley-Cup-Playoffs 2009 erstmals in seiner Karriere die gleichnamige Trophäe gewonnen hatte, gab er im September desselben Jahres im Alter von 36 Jahren das Ende seiner Laufbahn bekannt.
Nach seinem Karriereende widmete sich Boucher dem Trainer- und Funktionärswesen. So war er von 2010 bis 2012 General Manager der Océanic de Rimouski aus der LHJMQ. Von 2013 bis 2018 war er in derselben Liga Cheftrainer und General Manager der Remparts de Québec in Personalunion. Im Jahr 2013 erhielt er die Trophée Maurice Filion als bester GM der Liga.

## Erfolge und Auszeichnungen
| - 1991 LHJMQ Second All-Star Team - 1991 Trophée Raymond Lagacé - 1991 Trophée Michael Bossy - 1991 CHL Rookie of the Year - 1992 LHJMQ Second All-Star Team | - 1993 Coupe-du-Président-Gewinn mit den Titan de Laval - 1995 Teilnahme am AHL All-Star Classic - 2007 Teilnahme am NHL All-Star Game - 2009 Stanley-Cup-Gewinn mit den Pittsburgh Penguins - 2013 Trophée Maurice Filion |

## Karrierestatistik
(Legende zur Spielerstatistik: Sp oder GP = absolvierte Spiele; T oder G = erzielte Tore; V oder A = erzielte Assists; Pkt oder Pts = erzielte Scorerpunkte; SM oder PIM = erhaltene Strafminuten; +/− = Plus/Minus-Bilanz; PP = erzielte Überzahltore; SH = erzielte Unterzahltore; GW = erzielte Siegtore; 1 Play-downs/Relegation; Kursiv: Statistik nicht vollständig)